# Diplurodes sugillata
Diplurodes sugillata är en fjärilsart som beskrevs av Louis Beethoven Prout 1932. Diplurodes sugillata ingår i släktet Diplurodes och familjen mätare. Inga underarter finns listade i Catalogue of Life.